# Miguel Aspieta

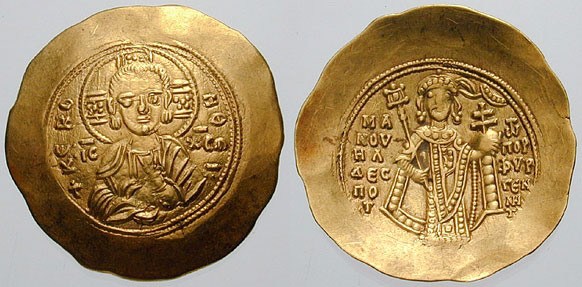
Hipérpiro do imperador r.

Miguel Aspieta (em grego: Μιχαήλ Ἀσπιέτης; fl. 1167-1176) foi um distinto general bizantino que serviu sob o imperador Manuel I Comneno (r. 1143–1180). Um membro da família Aspieta, de origem nobre armênia, Miguel Aspieta é mais provavelmente o Aspieta que João Cinamo registra como tendo se distinguido nas guerras contra os húngaros em 1167.
É novamente registrado por Nicetas Coniates como estando ativo em 1176, no rescaldo da derrota bizantino na batalha de Miriocéfalo, quando ele e João Comneno Vatatzes fizeram campanha contra os turcos seljúcidas que estavam invadindo o vale do rio Meandro. Embora os dois generais bizantinos alcançaram algum sucesso, em um confronto, um turco feriu o cavalo de Aspieta e o animal em pânico, erguendo-se em suas patas traseiras, jogou o general no Meandro, onde se afogou.